# 陶格夫匹尔斯国际机场
陶格夫匹尔斯国际机场，是一座在建机场，位于拉脱维亚第二大城市陶格夫匹尔斯东北方向12千米处。
陶格夫匹尔斯国际机场所在地原为苏联时期的军事基地，曾为苏联空军第372轰炸机飞行团（372 APIB）驻地。该空军基地原已彻底废弃。但自2005年起，拉脱维亚政府开始在空军基地旧址规划建设陶格夫匹尔斯国际机场，并充分利用基地遗留的跑道和航站楼等设施。新机场计划于2013年完工。
陶格夫匹尔斯市政当局成立了陶格夫匹尔斯机场公司来负责新机场的建设。机场建成后可满足大型飞机的起降，提供国内及国际方面旅客、货运和包机服务。规划中的跑道规格为2500米×46米。